# 111º Stormo
Il 111º Stormo "Sparvieri" fu uno stormo della Regia Aeronautica, inquadrato nell'Aviazione Legionaria durante la guerra civile spagnola.

## Storia

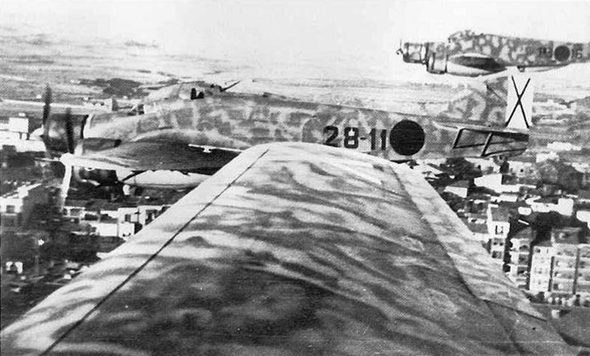
Bombardieri Savoia Marchetti S.79 del 111º Stormo Bombardamento Veloce "Sparvieri" in volo.

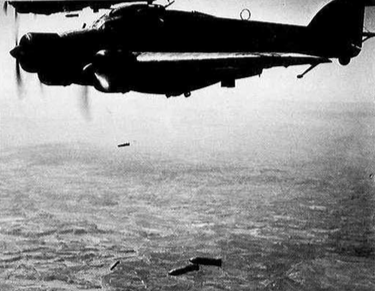
Bombardiere Savoia Marchetti S.79 del 111º Stormo Bombardamento Veloce "Sparvieri" in volo.

Il 111º Stormo Bombardamento Veloce "Sparvieri" dell'Aviazione Legionaria fu costituito il 9 aprile 1938 all'Aeroporto di Vitoria, con l'arrivo in terra iberica di rinforzi e personale della Regia Aeronautica provenienti dal territorio metropolitano e dalle colonie. Il nuovo reparto, formato dal XXIX Gruppo (280ª Squadriglia e 289ª squadriglia) e dal XXX Gruppo B.V. (281ª Squadriglia e 285ª Squadriglia), fu affidato al comando del tenente colonnello Ranieri Cupini ed era equipaggiato con 18 bombardieri trimotori Savoia-Marchetti S.79 Sparviero. Il reparto venne impiegato quasi esclusivamente in attività di bombardamento tattico a favore dei reparti del Corpo Truppe Volontarie, mentre scarso fu l'impiego nel bombardamento strategico e nella ricognizione fotografica.
Il 14 maggio 1938 Cupini fu sostituito al comando dello stormo, che venne assunto dal colonnello Aleardo Martire, ed a partire dalla metà del mese di luglio il reparto appoggiò pesantemente, fino al 30 luglio, l'offensiva delle truppe nazionaliste in direzione di Valencia. Il 10 agosto successivo Martire fu sostituito dal colonnello. Giuseppe Gaeta, e lo stormo venne impiegato in continui bombardamenti tattici sul fronte dell'Ebro, con una dotazione di 25 S.79.  Il 19 dicembre il comando dello stormo fu assunto dal colonnello Mario Vetrella che partecipò personalmente alle missioni di bombardamento, anche più volte al giorno.  Nel gennaio 1939 lo Stormo fu pesantemente impegnato in azione, colpendo strade, nodi e ponti stradali e ferroviari e concentramenti di truppe nemiche. Nel mese di febbraio, nonostante il collasso ormai evidente delle forze repubblicane furono effettuate 16 missioni di bombardamento sulla città di Valencia, intervallate da giorni di inattività dovuti alle condizioni meteorologiche avverse. A partire dal 16 febbraio i piloti del reparto iniziarono un ciclo addestrativo in vista della parata aerea che doveva svolgersi a Barcellona, capitale della Catalogna. Il 20 febbraio 1939 un S.81 da trasporto, pilotato dal colonnello Vetrella, che trasportava a bordo l'intero Stato maggiore dello stormo, precipitò subito dopo il decollo, con la morte di quasi tutti gli occupanti. Si salvò solo un aviere. Il 2 marzo il comando fu assunto dal colonnello Enrico Pezzi, e sotto la sua guida il reparto effettuò le sue ultime azioni belliche, bombardando Valencia e postazioni nemiche vicino a Toledo. Il 1º aprile la guerra terminò ufficialmente, e il resto del mese venne trascorso tra voli di collaudo ed addestramento per le parate che si svolsero il 5 maggio su Valencia, e il 12 a Madrid, sull'aeroporto di Barajas. Il 26 maggio il personale dell'111º Stormo si trasferì nella base di Siviglia per il rientro in Italia, mentre gli aerei erano stati ceduti all'aviazione nazionalista già il giorno 12 a Madrid.
Durante lo svolgimento della guerra di Spagna, lo Stormo effettuò 1.532 azioni belliche con 2.507 voli totali, lanciando complessivamente 3.316.006 kg di bombe.